# ای سرو بلندقامت دوست
شعری با مطلعِ ای سرو بلندقامت دوست ترجیع‌بندی از سعدی است.

## تصحیح
مصراع اول این ترجیع‌بند در تصحیح‌های مختلف کلیات سعدی، صورت‌های گوناگونی دارد. این مصراع در برخی نسخه‌ها بدون حرکت‌گذاری است و در سایر نسخه‌ها، برخی کلمات دارای کسرهٔ اضافه هستند.